# Fonogram díj az év hazai rap- vagy hiphopalbumáért
A Fonogram díj az év hazai rap- vagy hiphopalbumáért díjat 2000-ben adták át először. 2008-ban adták át utoljára a rapalbumoknak járó díjat. 2014-ben ismét jelöltek ebben a kategóriában, viszont nem csak albumokat, hanem hangfelvételeket is. 2014-től Az év hazai rap vagy hiphopalbuma vagy hangfelvétele címen adják át.

## Díjazottak és jelölések
| Év   | Díjazott                                                   | Díjazott album                                                                                         | Kiadó                                             | Jelöltek | Forrás        |
| ---- | ---------------------------------------------------------- | --- | ------------------------------------------------- | --- | ------------- |
| 2000 | Ganxsta Zolee és a Kartel                                  | Helldorado                                                                                             | Sony                                              | - Dopeman - Magyarország rémálma (Warner Music) - Fekete vonat - A város másik oldalán (EMI) - Pain - Menny és pokol (Warner Music) - Sub Bass Monster - Félre az útból! (Warner Music) | [ 1 ]         |
| 2001 | Ganxsta Zolee és a Kartel                                  | Rosszfiúk                                                                                              | Sony Music                                        | - Dopeman - A strici visszatér (1G/Warner Music) - Harsányi Levente - Hűazannya! (BMG Ariola) - Kicsi G - A nagy dobás (Sony Music) - Mohaman feat. Game - Da Flava Story (Hungaroton) | [ 2 ]         |
| 2002 | Sub Bass Monster                                           | Tovább is van, mondjam még?                                                                            | Warner Music                                      | - Az Árral Szemben - Nehézvíz (Record Express) - Ganxsta Zolee és a Kartel - Pokoli lecke (PRM) - Lory B. - Végítélet (EMI) - MC Ducky - Kérdőjel (1G) | [ 3 ]         |
| 2003 | Ganxsta Zolee és a Kartel                                  | Gyilkosság Rt.                                                                                         | Private Moon                                      | - Bëlga - Majd megszokod (Crossroads) - Dopeman - Az országház fantomja (Magneoton) - Kicsi Tyson - Ucca (1G) - LL Junior - Köszönöm nektek (Pirvate Moon) | [ 4 ]         |
| 2004 | L.L. Junior                                                | A tűz mindig tombol                                                                                    |                                                   | - Majka Papa - Az ózdi hős - Pain - Mesél az élet | [ 5 ]         |
| 2005 | Majka feat. Tyson                                          | Történt, ami történt                                                                                   | Magneoton                                         | - Bëlga - Jön a Gólem! - DJ Bootsie - The Silent Partner - Dopeman - A telep csicskája - L.L. Junior - Az én világom | [ 6 ]         |
| 2006 | Dopeman és Kicsi Dope                                      | Alias Pityinger fiúk                                                                                   | Magneoton                                         | - Animal Cannibals – Nincs határ - Bëlga – 3 - Ganxsta Zolee és a Kartel – Szabad a gazda - L.L. Junior – Falak | [ 7 ]         |
| 2007 | Sub Bass Monster                                           | Sub Bass Monster                                                                                       | szerzői kiadás                                    | - Ganxsta Zolee és a Kartel - X - Jubileumi koncertalbum - L.L. Junior - Olaj a tűzre - Ludditák - Porcogó - Tyson feat. Majka - A hitetlen | [ 8 ]         |
| 2008 | Bëlga                                                      | Zigilemez                                                                                              | 1G                                                | - L.L. Junior - Fehér holló - Ludditák - Tizenegyes - Majka - Húz a szívem haza - Ogli G. - Full gizda | [ 9 ]         |
| 2014 | Halott Pénz                                                | Szólj anyunak, hogy a városban vagyok                                                                  | szerzői kiadás                                    | - Animal Cannibals - Minden változik - Bëlga - Sanyi - Deniz - Euforia - Hősök - Érintés - Majka, Curtis, BLR feat. Pápai Joci - Nekem ez jár | [ 10 ] [ 11 ] |
| 2015 | Halott Pénz                                                | Valami van a levegőben / Nem érinthet meg                                                              | szerzői kiadás                                    | - Brains feat. Saiid & Ganxsta Zolee - Rossz vér (Ganxsta Tribute) - Fluor - Felébredni máshol / Képkockák - Punnany Massif - Hétköznapi hősök / Fel #1 - Quimby - Hasta la Ganxsta (Ganxsta Tribute) | [ 12 ] [ 13 ] |
| 2016 | Deniz                                                      | A nép hangja / Csoda / Elegem van / Holnapután / Sehogysejó                                            | DENIZ Music                                       | - Bëlga - Disco! / Szerelmes vagyok - Ganxsta Zolee és a Kartel - Tribute album - Halott Pénz - Darabokra törted a szívem / Elkezdeni elölről - Hősök - Rap Life | [ 14 ] [ 15 ] |
| 2017 | Hősök                                                      | Lepörög a film / Életút / Felejtés / Ha én lennék a főnök / Legjobban / Menj tovább / Nem vagy egyedül | Gold Record                                       | - Deniz - Halhatatlanok - Halott Pénz - Ülni. Örülni. Megőrülni. - Majka featuring Kollányi Zsuzsi - Eléglesz - Red Bull Pilvaker - Pató Pál Úr | [ 15 ] [ 16 ] |
| 2018 | Ganxsta Zolee és a Kartel                                  | K.O. / Heroin                                                                                          | Szerzői kiadás / Hunnia Records & Film Production | - Bëlga - Csumpa - Halott Pénz - Otthon - Hősök - Rapertoár (#hősöktizenöt) / Remény / R.A.P. (feat. Siska Finuccsi, Tibbah, Phat) / Sosem elég (feat. Deego) / Vadnak születtünk / Hamis - Majka - Mindenki Táncol /90'/ / Partykarantén (A Mi dalunk) / Supersonal (feat. Curtis, és a Ők)                                                                                        | [ 17 ] [ 18 ] |
| 2019 | Krúbi                                                      | Nehézlábérzés                                                                                          | Universal Music                                   | - Animal Cannibals - Indul a vakáció! / Tarolnak az emszík / Vissza! - Deniz - Bakancslista / Hol volt hol nem volt / Ide várnak vissza / Veled - Hősök - Kilépő / Egyszer / Kiskancsó / Mondd el mit látsz (feat. Essemm) / Lassul a gép (feat. Tkyd) - Majka x [Curtis] - Füttyös (x Király Viktor) / Valami Rap / Valami Rap (& Pásztor Anna) / Irány Sopron! (feat. Pápai Joci) | [ 19 ] [ 20 ] |
| 2020 | Ganxsta Zolee és a Kartel                                  | Oldskool                                                                                               | MFM Music                                         | - Dé:Nash - Tarsolylemez / Oroszok a Házban / Kisvasút / Csokdigger - Krúbi - Zárolás Feloldva - Majka - Hidegvérrel (x Essemm) / Supersonal 2 (és a Ők) - Manuel - Messziről jöttem / Mint egy filmben / Anyu büszke / Ketten / Kicsi lány / Téged (x Kállay-Saunders András) - Red Bull Pilvaker - Márciusi ifjak / Magány / Valaki jár a fák hegyén / Egy estém otthon           | [ 21 ] [ 22 ] |
| 2021 | Krúbi                                                      | ÖSZTÖNLÉNY                                                                                             | Universal Music                                   | - AKC Misi - Misi - Deniz - Csillagos (km. Orsovai Reni) / Másként látom (km. Orsovai Reni) - Dé:Nash - Csujó / Daráló Eldorádo / Gyár (feat. Gege) / Korona nélkül nincsen király - Figura - Kapu2fa7 | [ 23 ] [ 24 ] |
| 2022 | Beton.Hofi                                                 | comic sins                                                                                             | Universal Music Hungary                           | - 6363 - METAMATIKA - Dé:Nash - Történetek a Narancsligetből - Krúbi - Szív - LMEN PRALA - POLIZEI / FANTASTIC - T. Danny - Faszagyerek (feat. Curtis) / Szívtelen / Utálnak / Ha elmegyek | [ 25 ] [ 26 ] |
| 2023 | Beton.Hofi Majka, Molnár Tamás (holtverseny, két díjazott) | PLAYBÁNIA Azt beszélik a városban                                                                      | Universal Music Hungary MAJKA Music               | - 6363 - ELVESZETT!!!4! / M3T4M4T1K4 - Ganxsta Zolee és a Kartel - A Bohóc - Kapitány Máté - Kontroll (Lil Frakk, Ress) / Más Alatt / Repohár / Sushigazdag (Lil Frakk, Ress) - Slow Village - Sztoritell | [ 27 ] [ 28 ] |
| 2024 |                                                            | |                                                   | - 6363 - SZÖVEG / Nem vagyok ideges (Lil Frakk) / Riadó (Lil Frakk) (WMMD) - Beton.Hofi - Nullaközöd/Tükörterem (Banana Records) - Co Lee - Cirque de L'Homme / A Program (DOÓR) (XLNT Records) - Pogány Induló - Megáll az idő (Asan Budapest) - Sisi - SISTAHOOD / Kezeket fel / MagasLow / Manifesto / Rappelj jobban / Szia / Yalla / SISTEMATIIK (Escape Plan Recordings)      |               |